# 大山綱良
大山 綱良（おおやま つなよし、文政8年11月6日（1825年12月15日) - 明治10年（1877年）9月30日）は、日本の武士（薩摩藩士)、政治家。初代鹿児島県令を務めたが、西南戦争時に西郷隆盛方を援助したため逮捕され、戦後処刑された。

## 略歴
文政8年（1825年)、樺山善助の次男として鹿児島に生まれる。幼名は熊次郎。
嘉永2年（1849年）12月26日に大山四郎助の婿養子となる。通称は正圓、角右衛門、格之助。大山氏の本姓は宇多源氏で、養子先の家伝では佐々木盛綱の子孫である康綱の後裔を称するが明確ではない。
西郷隆盛、大久保利通らとともに精忠組に所属。島津久光の上洛に随行し、文久2年（1862年）の寺田屋騒動では、奈良原喜八郎らとともに過激派藩士の粛清に加わり、事件の中心的役割を果たした。特に寺田屋2階には大山巌・西郷従道・三島通庸らがいたが、皆で説得を行った結果、投降させることに成功した。
明治元年（1868年）の戊辰戦争では、奥羽鎮撫総督府の下参謀になった（もう一人の下参謀は仙台藩に処刑された長州藩士、世良修蔵）。大山率いる新政府軍は秋田戦争において、庄内藩の反撃にあい連戦連敗を喫するが、戦後、新政府から賞典禄800石を受けた。
長州藩で大楽源太郎が反乱を起こして敗走し、再起のために日田県庁を襲った時には新政府の命を受けて討伐軍の司令官として鹿児島から派遣されながら現地到着後に独断で軍解散を命じて木戸孝允らの怒りを買い、西郷隆盛が詫びる騒ぎとなっている。
新政府では廃藩置県後に鹿児島県の大参事、権令（県令）となる。だが、これは旧藩と新府県の関係を絶つために、新しい府県の幹部には他府県の出身者をもって充てるとした廃藩置県の原則に反する特例措置であった。大山は島津久光の意を受けて西郷らを批判した。

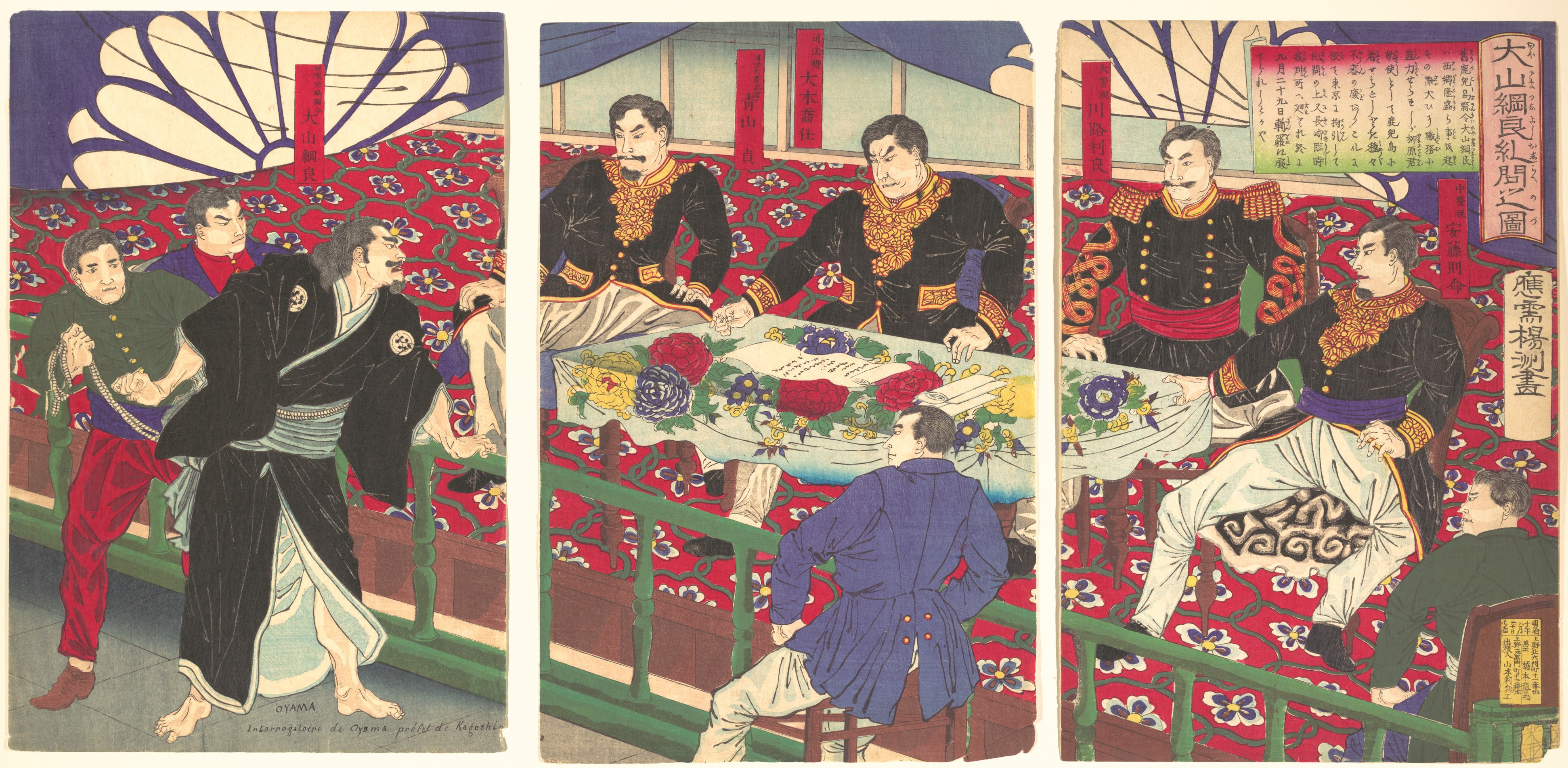
楊洲周延画『大山綱良糾問之図』

明治6年（1873年）に征韓論争から発展した政変で西郷らが新政府を辞職して鹿児島へ帰郷すると、私学校設立などを援助して西郷を支えた。その後、大山が県令を務める鹿児島県は新政府に租税を納めず、その一方で私学校党を県官吏に取り立てて、鹿児島県はあたかも独立国家の様相を呈した。明治10年（1877年）に鹿児島で西郷らが挙兵した西南戦争では官金を西郷軍に提供し、その罪を問われて逮捕され東京へ送還される。西郷軍の敗北後、長崎で斬首された。享年53。
墓所は鹿児島県鹿児島市の南洲墓地。

## 人物

### 剣の達人
- 大山は薬丸兼武及び子の兼義に薬丸自顕流の剣術を学んだ。薬丸門下の高弟中の高弟であり、奥伝である小太刀を極め、飛鳥のように跳びかかって相手を打ち倒したという。藩中随一の使い手といわれた。
- 江戸にて刀を用いた大道芸人を見物していたところ、大山が手練であることを見抜いた直心影流の長沼笑兵衛（恂郷）に道場に招かれた。長沼の要請で大山は師範代と立ち会うことになった。防具をつけた師範代に対し、大山は素面素小手で木刀一本を持って立会いに臨み、立ち上がるや否や一撃で打ち倒した。さらに薬丸流の技である打廻りを見せると、長沼は大変感激したという
- 西郷隆盛とともに藤田東湖に会ったときのこと。西郷は大山を剣の達人であると紹介した。神道無念流門下であった藤田の斡旋で斎藤弥九郎道場の塾頭と試合をすることになった。大山は例によって素面素小手。小太刀を一本持ったのみであった。対して塾頭は防具と竹刀で臨む。大山は立ち上がるや否や塾頭に打ち込んだ。そこで塾頭はあまり打ち込みが早いのでもう一度試合をしてくれと言ったが、大山はこの道場では亡者が試合をするのかとあざ笑った。
- 槍術の達人といわれた有村俊斎は鹿児島城下で次々と道場破りを行い、最後に薬丸家にやってきた。薬丸家に代わって大山が試合に応じ、大山が勝利。有村は再戦を期し甲突川の水の中で槍突きの修行をし、3年位後に再びやってきた。再度大山が立会うが、やはり大山の勝利に終わった。有村は観念し薬丸家に入門。しかし有村、後の海江田信義の回顧では薬丸半左衛門（兼義）に入門したのは15歳の時となっている。
- 同時代の薩摩藩の太刀流剣術師範、大山後角右衛門とは別人である。また、大山巌とも血縁関係はない｡『元帥公爵大山巌』では明治期に大山成美と混同され、綱良が巌の兄であるという誤説が流れたといい、同書でこの説を否定している。

### 大山綱良が与えた影響
綱良が県令の時に、県庁に保存されていた薩摩藩時代の公文書を「旧弊が抜けないから」との理由で焼却してしまう。この事件は江戸時代の火事や西南戦争とともに薩摩藩の歴史研究に弊害を与えたことが「鹿児島県史料　島津斉宣・斉興公史料集」の序章で述べられている。

## 評価
- 大隈重信 「温和な人物で、度量も広く、よく人を容れる事が出来た。それだから破壊的の事は好まず、明治九年の末迄もただ平和に時局を収めようとのみ掛かって居たんであったが、西郷乱の時に折悪しく鹿児島県令で居たばかりに、とうとう徒党の中に巻き込まれて非命な最期を遂げたのは、如何にも残念な事だった。薩摩では余程傑出した人物だった」[1]

## 親族・家族
- 実父：樺山善助資兼
- 実母：山下氏の娘
- 実の兄弟：樺山弥兵衛資富（現鹿児島市上之園町13番街区)、他に姉3人
- 養父：大山四郎助（諱及び両親不詳。安政4年3月26日死去）
- 養母：図師崎良助（大島代官や松山郷地頭を勤める）の娘
- 妻：澤（大山四郎助の長女）
- 子女：2男4女
  - 長女：樺山志奈（大正13年7月22日死去　享年74）
  - 次女：ふき
  - 長男：彦太郎〈3歳で夭折〉
  - 三女：とめ
  - 四女：よし
  - 次男：格之助

## 官位及び栄典の履歴
- 明治2年6月2日（1869年7月10日)：永世賞典禄800石[2]。
- 明治5年（1872年）11月10日：従六位
- 明治6年（1873年）6月15日：正六位
- 明治8年（1875年）2月14日：従五位
- 明治10年（1877年）3月18日：官位剥奪。
- 大正5年（1916年）4月11日：贈従五位[3]。

## 関連作品
- 『田原坂』(1987年、日本テレビ年末時代劇スペシャル、演者：丹波哲郎）
- 『翔ぶが如く』(1990年、NHK大河ドラマ、演者：蟹江敬三）
- 『篤姫』(2008年、NHK大河ドラマ、演者：俊藤光利）
- 『八重の桜』(2013年、NHK大河ドラマ、演者：村上新悟）
- 『西郷どん』(2018年、NHK大河ドラマ、演者：北村有起哉）